# Teca follicolare
La teca follicolare è un tipo di membrana connettivale che compone uno strato dei follicoli ovarici. Appare quando i follicoli diventano follicoli secondari.

## Struttura
Tale membrana circonda il follicolo ovarico, si divide in teca interna ed esterna. Le cellule della teca sono un gruppo di cellule endocrine dell'ovaio costituite da tessuto connettivo che circonda il follicolo. Questi ruoli comprendono la sintesi degli androgeni, fornendo la trasduzione del segnale tra le cellule della granulosa e gli ovociti durante lo sviluppo mediante l'istituzione di un sistema vascolare, fornendo sostanze nutritive e fornendo struttura e supporto al follicolo man mano che matura.

## Funzioni
La teca follicolare ha diverse funzioni durante la follicologenesi. Questi ruoli comprendono la sintesi degli androgeni, favorendo la trasduzione del segnale tra le cellule granulose e gli ovociti durante lo sviluppo, mediante l'istituzione di un sistema vascolare, fornendo sostanze nutritive e supporto al follicolo man mano che matura. Produce nel sesso femminile circa il 50% il testosterone. Le cellule della teca sono responsabili della produzione di androstenedione e indirettamente della produzione di 17β estradiolo, anche chiamato E2, fornendo alle cellule della granulosa androstenedione che con l'aiuto dell'enzima aromatasi può essere usato come substrato per questo tipo di estradiolo. La teca follicolare e le cellule granulose aiutano a formare il corpo luteo.

## Patologia
Sono la causa principale dell'infertilità endocrina, dovute alla sua iperattività o ipoattività. L'iperattività causa iperandrogenismo mentre l'ipoattività porta alla mancanza di estrogeni.  I tumori delle cellule granulose, sono rari (meno del 5% dei tumori ovarici), e coinvolgono sia le cellule granulose che le cellule della teca.